# Giải bóng đá vô địch quốc gia Quần đảo Solomon 2008–09
 Giải bóng đá vô địch quốc gia Quần đảo Solomon 2008–09 hay Solomon Islands National Club Championship 2008–09 là mùa giải thứ sáu của Giải bóng đá vô địch quốc gia Quần đảo Solomon ở Quần đảo Solomon. Marist F.C. giành chức vô địch thứ hai. Tất cả các trận đấu đều diễn ra ở sân vận động trên sườn đồi Lawson Tama Stadium, với sức chứa khoảng 20.000 chỗ ngồi.

## Đội bóng
- Banika Bulls
- Fasi Roos
- Gossa
- Koloale
- KOSSA
- Makuru
- Malango
- Malu'u United
- Marist
- Soloso
- Sunbeam
- Uncles FC

## Bảng

### Bảng A
| VT | Đội            | ST | T | H | B | BT | BB | HS  | Đ  | Giành quyền tham dự |
| -- | -------------- | -- | - | - | - | -- | -- | --- | -- | ------------------- |
| 1  | Koloale FC (Q) | 5  | 4 | 0 | 1 | 26 | 4  | +22 | 12 | Tham dự Bán kết     |
| 2  | Marist (Q)     | 5  | 4 | 0 | 1 | 18 | 7  | +11 | 12 | Tham dự Bán kết     |
| 3  | Sunbeam FC     | 5  | 3 | 0 | 2 | 12 | 12 | 0   | 9  |                     |
| 4  | Fasi Roos      | 5  | 1 | 1 | 3 | 6  | 12 | −6  | 4  |                     |
| 5  | Soloso FC      | 5  | 1 | 1 | 3 | 6  | 23 | −17 | 4  |                     |
| 6  | Malango FC     | 5  | 0 | 2 | 3 | 6  | 16 | −10 | 2  |                     |

### Bảng B
| VT | Đội           | ST | T | H | B | BT | BB | HS  | Đ  | Giành quyền tham dự |
| -- | ------------- | -- | - | - | - | -- | -- | --- | -- | ------------------- |
| 1  | Uncles FC (Q) | 5  | 4 | 1 | 0 | 18 | 7  | +11 | 13 | Tham dự Bán kết     |
| 2  | Makuru (Q)    | 5  | 3 | 2 | 0 | 14 | 5  | +9  | 11 | Tham dự Bán kết     |
| 3  | KOSSA         | 5  | 3 | 1 | 1 | 18 | 3  | +15 | 10 |                     |
| 4  | Banika Bulls  | 5  | 2 | 0 | 3 | 8  | 23 | −15 | 6  |                     |
| 5  | Malu'u United | 5  | 1 | 0 | 4 | 10 | 0  | +10 | 3  |                     |
| 6  | Gossa FC      | 5  | 0 | 0 | 5 | 7  | 17 | −10 | 0  |                     |

## Vòng đấu loại trực tiếp

### Bán kết
| Koloale | 2-1 | Makuru |
| ------- | --- | ------ |
|         |     |        |

| Uncles FC | 1-1 (p. 3-4) | Marist FC |
| --------- | ------------ | --------- |
|           |              |           |

### Tranh hạng ba
| Uncles FC | 4-3 | Makuru |
| --------- | --- | ------ |
|           |     |        |

### Chung kết
| Koloale | 0-1 | Marist FC |
| ------- | --- | --------- |
|         |     |           |